# Bánffay Simon
Bánffay Simon (szül. Baumholczer Simon, Szebény, 1819. augusztus 25. – Pécs, 1902. június 2.) királyi tanácsos és közjegyző, ügyvéd, politikus, újságíró, az első pécsi hetilap (Pécsi Lapok) alapítója.

## Életrajza
A Baranya vármegyei Szebényben született. Apja kincstári uradalmi tiszt volt. Középiskoláit a ciszterci rend pécsi gimnáziumában végezte 1830 és 1836 között, majd a püspöki joglíceumban folytatta. Az 1843-44. országgyűlésen ifj. Majláth György jurátusa volt, az ügyvédi vizsgát is ekkoriban tette le. Eztán előbb Batthyány József nevelője lett, majd Bécsbe ment Németh Lajos udvari agenshez sollicitatornak.
Baumholczer családi nevét 1846. június 23-án változtatta meg Bánffay-ra. 1847-ben Széchenyi István a tiszavölgyi társulatnál alkalmazta mint főszámvevőt; 1848-ban a közlekedési minisztériumban a számvevőségi osztály főnökévé neveztetett ki. A szabadságharc után Pesten az irodalomnak élt. 1851 szeptemberében az Alagút társulat titkára, majd Splényi Ödön nevelője lett. 1855-ben Pécsre költözött és egy újabb ügyvédi vizsga letételével ügyvéd lett. Az 1861-es választásokon a pécsváradi kerületben jelöltette magát, amit meg is nyert. Ezután nem sokkal Baranya vármegye tiszti főügyészévé választotta, mely tisztet 1875-ig viselte; ekkor királyi közjegyzőnek neveztetett ki Pécsre. Érdemei elismeréséül később tanácsosi rangot kapott.
Pécsett érte a halál 92 éves korában. Vagyona nagy részét jótékony célokra hagyta. A csillagászati távcsövét és könyvtárát a Nagy Lajos Gimnáziumra hagyta.

## Irodalmi pályafutása
Irodalmi működését már 1835-ben megkezdte a Regélőben, melynek pécsi levelezője volt; azután a Munkácsy János-féle Rajzolatokba írt cikkeket. Utazás az alvilágba című szatírája 1845-ben a Pesti Divatlapban jelent meg; irt aztán bécsi leveleket, regét, életképet és nyílt levelet Jókaihoz a színészet ügyében az Életképekbe (1846-47.), a Tisza-szabályozásról szatírát a Magyar Hírlapba (1852. 910-916.), Értesítőbe (1852. 3-7. sz.); a bécsi Wandererbe is irt néhány cikket. A Jog című szaklapban Kritikai szemelvények az öröklési jogról szóló törvényjavaslatról címmel értekezett: 1860-ban alapítója volt az első pécsi hírlapnak, a Pécsi Lapoknak. Írt még a Magyar Igazságügybe (1875.), a Jogtudományi Közlönybe (1876.) és a Pesti Naplóba (1878. 280. sz.) is.
1878-ban részt vett a Hermann Klein által a Holdon a Hyginus kráter mellett talált különös formációk körül kialakult vitában, amivel kapcsolatban több levelet is írt a Syriusba.